# Đĩa phân tán

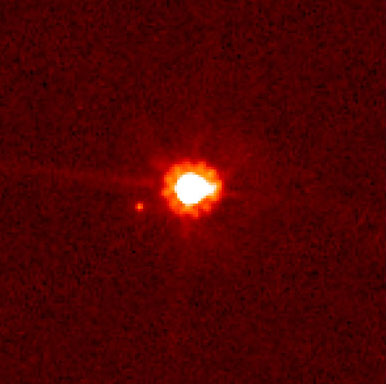
Eris, vật thể đĩa phân tán lớn nhất được biết đến (ở giữa) và vệ tinh Dysnomia của nó (bên trái của vật thể)

Đĩa phân tán (hoặc đĩa rải rác) là một đĩa vũ trụ tròn ở xa trong Hệ Mặt Trời, tại đó tồn tại thưa thớt các thiên thể băng nhỏ trong hệ Mặt Trời vốn là một tập hợp con của một nhóm rộng lớn hơn các vật thể bên ngoài sao Hải Vương. Các vật thể đĩa phân tán có độ lệch tâm quỹ đạo cao tới 0,8, độ nghiêng cao tới 40° và củng điểm quỹ đạo lớn hơn 30 đơn vị thiên văn (4,5×109 km; 2,8×109 mi). Những quỹ đạo cực đoan này được cho là kết quả của sự "phân tán" hấp dẫn gây ra do các hành tinh khí khổng lồ, và các vật thể này tiếp tục chịu sự nhiễu loạn do Sao Hải Vương gây ra.
Mặc dù các vật thể đĩa phân tán gần nhất tiếp cận Mặt trời vào khoảng 30–35 AU, quỹ đạo của chúng có thể mở rộng hơn 100 AU. Điều này làm cho các vật thể phân tán nằm trong số các vật thể lạnh nhất và xa nhất trong Hệ Mặt Trời. Phần trong cùng của đĩa phân tán chồng chéo với một khu vực có hình xuyến bao gồm các vật thể có quỹ đạo quay quanh Mặt Trời được gọi theo truyền thống là vành đai Kuiper, nhưng giới hạn bên ngoài của nó vượt ra xa khỏi Mặt Trời hơn nhiều, đồng thời vượt ra xa trên và dưới mặt phẳng hoàng đạo hơn nhiều so với vành đai Kuiper thích hợp.
Do tính chất không ổn định của nó, các nhà thiên văn học hiện coi đĩa phân tán là nơi khởi nguồn của hầu hết các sao chổi định kỳ trong Hệ Mặt trời, trong đó nhóm hành tinh vi hình Centaur - một tập hợp các thiên thể băng giá nằm giữa Sao Mộc và Sao Hải Vương - là giai đoạn trung gian trong quá trình di chuyển vật thể từ đĩa vào Hệ Mặt Trời bên trong. Cuối cùng, những nhiễu loạn từ các hành tinh khổng lồ đã đẩy những vật thể này về phía Mặt trời, biến chúng thành sao chổi định kỳ. Nhiều vật thể của đám mây Oort cũng được cho là có nguồn gốc từ đĩa phân tán. Các vật thể tách rời không khác biệt rõ rệt lắm so với các vật thể đĩa phân tán và một số vật thể như Sedna đôi khi được cho là thuộc về nhóm này.

## Phát hiện
Theo truyền thống, các thiết bị như bộ so sánh chớp mắt được sử dụng trong thiên văn học để phát hiện các vật thể trong Hệ Mặt Trời, bởi vì các vật thể này sẽ di chuyển giữa hai lần phơi sáng — điều này liên quan đến các bước tốn thời gian như phơi sáng và phát triển các tấm ảnh hoặc phim, sau đó sử dụng bộ so sánh chớp mắt để phát hiện thủ công các đối tượng tiềm năng. Trong suốt những năm 1980, việc sử dụng máy ảnh dựa trên cảm biến CCD trong kính thiên văn giúp tạo ra hình ảnh điện tử trực tiếp mà sau đó có thể được số hóa và chuyển sang hình ảnh kỹ thuật số một cách dễ dàng. Vì CCD thu được nhiều ánh sáng hơn phim (khoảng 90% so với 10% số lượng ánh sáng tới) và việc nhấp nháy hiện có thể được thực hiện trên màn hình máy tính điều chỉnh được nên các cuộc khảo sát cho phép thông lượng cao hơn. Kết quả là một loạt các khám phá mới: hơn một nghìn vật thể ngoài Sao Hải Vương được phát hiện từ năm 1992 đến năm 2006.
Vật thể đĩa phân tán đầu tiên được công nhận là một dạng vật thể như vậy là 1996 TL66, ban đầu được xác định vào năm 1996 bởi các nhà thiên văn học tại Mauna Kea ở Hawaii. Ba vật thể nữa đã được xác định bởi cùng một cuộc nghiên cứu vào năm 1999: 1999 CV118, 1999 CY118 và 1999 CF119. Vật thể đầu tiên hiện được phân loại là vật thể đĩa phân tán được phát hiện là 1995 TL8, được tìm thấy vào năm 1995 bởi Spacewatch.
Tính đến năm 2011, hơn 200 vật thể đĩa phân tán đã được xác định, bao gồm Gǃkúnǁʼhòmdímà (do Schwamb, Brown, và Rabinowitz phát hiện), 2002 TC302 (NEAT), Eris (Brown, Trujillo, và Rabinowitz), Sedna (Brown, Trujillo, và Rabinowitz) và 2004 VN112 (Khảo sát đường hoàng đạo sâu). Mặc dù số lượng vật thể trong vành đai Kuiper và đĩa phân tán được giả thuyết là gần bằng nhau, nhưng độ lệch quan sát do khoảng cách xa hơn của chúng có nghĩa là cho đến nay có ít hơn nhiều các vật thể đĩa phân tán đã được quan sát thấy.

## Quỹ đạo

Sự phân bố của các vật thể bên ngoài Sao Hải Vương, với bán trục chính trên trục hoành và độ nghiêng trục tung. Các vật thể đĩa phân tán có màu xám, các vật thể cộng hưởng với Sao Hải Vương có màu đỏ. Các vật thể thuộc vành đai Kuiper cổ điển (các cubewano) và các sednoid có màu xanh lam và vàng tương ứng.

Đĩa phân tán là một môi trường rất năng động. Vì chúng vẫn có khả năng bị nhiễu loạn bởi Sao Hải Vương, quỹ đạo của các vật thể đĩa phân tán luôn có nguy cơ bị gián đoạn; hoặc bị đẩy ra ngoài đám mây Oort hoặc vào trong quần thể centaur và cuối cùng là gia đình sao chổi sao Mộc. Vì lý do này, Gladman và cộng sự thích gọi khu vực là đĩa phân tán hơn là phân tán. Không giống như các vật thể thuộc vành đai Kuiper, quỹ đạo của các vật thể dạng đĩa phân tán có thể nghiêng tới 40° so với mặt phẳng hoàng đạo.
Vật thể đĩa phân tán thường được đặc trưng bởi quỹ đạo có độ lệch tâm trung bình và cao với bán trục lớn hơn 50 AU, nhưng tại điểm cận nhật chúng nằm trong tầm ảnh hưởng của Sao Hải Vương. Có điểm cận nhật khoảng 30 AU là một trong những đặc điểm xác định của các vật thể phân tán, vì nó cho phép Sao Hải Vương gây ảnh hưởng hấp dẫn lên nó.
Các vật thể cổ điển (cubewano) rất khác với các vật thể phân tán: hơn 30% tất cả các vật thể cubewano nằm trên quỹ đạo hình gần tròn, độ nghiêng thấp và độ lệch tâm đạt cực đại 0,25. Các vật thể cổ điển có độ lệch tâm từ 0,2 đến 0,8. Mặc dù độ nghiêng của các vật thể phân tán tương tự như các vật thể thuộc vành đai Kuiper cực đoan hơn nhưng rất ít vật thể phân tán có quỹ đạo gần với đường hoàng đạo như phần lớn các vật thể thuộc vành đai Kuiper.
Mặc dù các chuyển động trong đĩa phân tán là ngẫu nhiên nhưng chúng có xu hướng tuân theo các hướng tương tự, có nghĩa là các vật thể đĩa phân tán có thể bị mắc kẹt trong cộng hưởng tạm thời với Sao Hải Vương. Ví dụ về quỹ đạo cộng hưởng có thể xảy ra trong đĩa phân tán bao gồm 1:3, 2:7, 3:11, 5:22 và 4:79.

## Hình thành

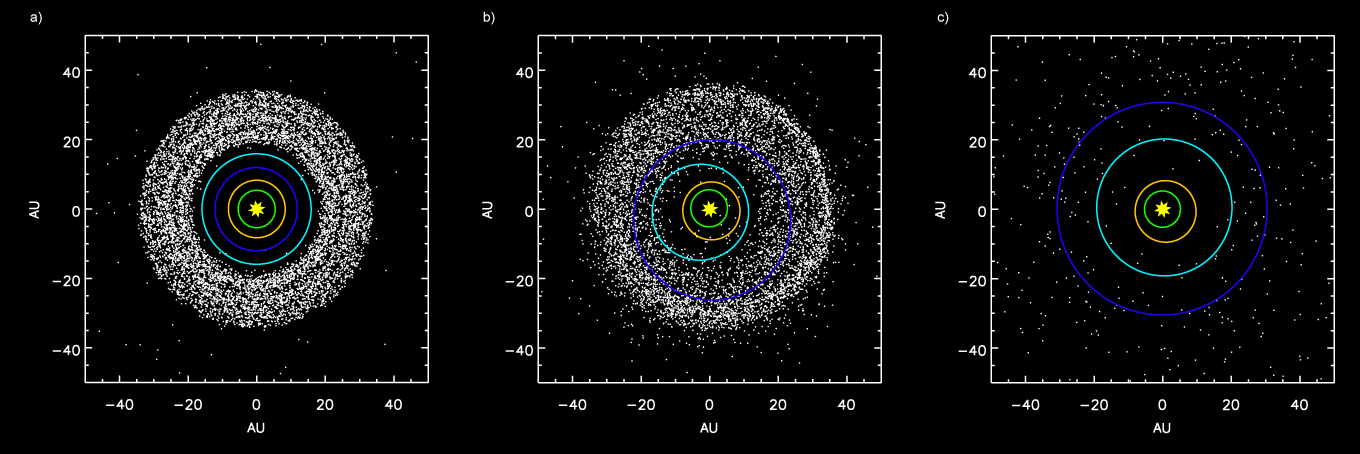
Mô phỏng hiển thị các hành tinh ngoài và vành đai Kuiper: a) Trước sự cộng hưởng của Sao Mộc/Sao Thổ 2:1 b) Sự phân tán của các vật thể ở vành đai Kuiper vào Hệ Mặt Trời sau sự dịch chuyển quỹ đạo của Sao Hải Vương c) Sau khi Sao Mộc đẩy các thiên thể ở vành đai Kuiper

Đĩa phân tán vẫn chưa được hiểu rõ: chưa có mô hình nào về sự hình thành của vành đai Kuiper và đĩa phân tán đã được đề xuất giải thích tất cả các đặc tính quan sát được của chúng.
Theo các mô hình đương đại, đĩa phân tán hình thành khi các vật thể ở vành đai Kuiper bị "phân tán" thành các quỹ đạo lệch tâm và nghiêng do tương tác hấp dẫn với Sao Hải Vương và các hành tinh bên ngoài khác. Khoảng thời gian để quá trình này xảy ra vẫn chưa chắc chắn. Một giả thuyết ước tính một chu kỳ bằng toàn bộ tuổi của Hệ Mặt trời; giả thuyết thứ hai cho rằng sự phân tán diễn ra tương đối nhanh chóng, trong kỷ nguyên di cư ban đầu của Sao Hải Vương.
Các mô hình cho sự hình thành liên tục trong suốt thời kỳ của Hệ Mặt trời minh họa rằng tại các cộng hưởng yếu trong vành đai Kuiper (chẳng hạn như 5:7 hoặc 8:1), hoặc tại các ranh giới của cộng hưởng mạnh hơn, các vật thể có thể phát triển sự bất ổn định quỹ đạo yếu qua hàng triệu năm. Cộng hưởng 4:7 nói riêng có độ bất ổn định lớn. Các thiên thể trong vành đai Kuiper cũng có thể được chuyển sang quỹ đạo không ổn định bằng cách đi gần tới các vật thể khối lượng lớn, hoặc do va chạm. Theo thời gian, đĩa rải rác sẽ dần hình thành từ những sự kiện biệt lập này.
Các mô phỏng trên máy tính cũng cho thấy sự hình thành đĩa phân tán nhanh hơn và sớm hơn. Các lý thuyết hiện đại chỉ ra rằng cả Sao Thiên Vương và Sao Hải Vương đều không thể hình thành tại chỗ ngoài Sao Thổ, vì có quá ít vật chất nguyên thủy tồn tại ở phạm vi đó để tạo ra các vật thể có khối lượng lớn như vậy. Thay vào đó, những hành tinh này, và Sao Thổ, có thể đã hình thành gần hơn với sao Mộc, nhưng đã bị văng ra ngoài trong quá trình tiến hóa ban đầu của Hệ Mặt Trời, có lẽ thông qua sự trao đổi momen động lượng với các vật thể phân tán. Khi quỹ đạo của Sao Mộc và Sao Thổ chuyển sang cộng hưởng 2:1 (hai quỹ đạo của Sao Mộc cho mỗi quỹ đạo của Sao Thổ), lực hấp dẫn tổng hợp của chúng đã phá vỡ quỹ đạo của Sao Thiên Vương và Sao Hải Vương, đưa Sao Hải Vương vào thế "hỗn loạn" tạm thời của tiền-vành đai Kuiper. Khi Sao Hải Vương di chuyển ra ngoài, nó làm phân tán nhiều vật thể bên ngoài Sao Hải Vương vào những quỹ đạo cao hơn và lệch tâm hơn. Mô hình này nói rằng 90% hoặc nhiều hơn các vật thể trong đĩa phân tán có thể đã được "đẩy vào những quỹ đạo lệch tâm này bởi sự cộng hưởng của Sao Hải Vương trong kỷ nguyên di chuyển...[do đó] đĩa phân tán có lẽ đã không bị phân tán đến như vậy."

## Thành phần

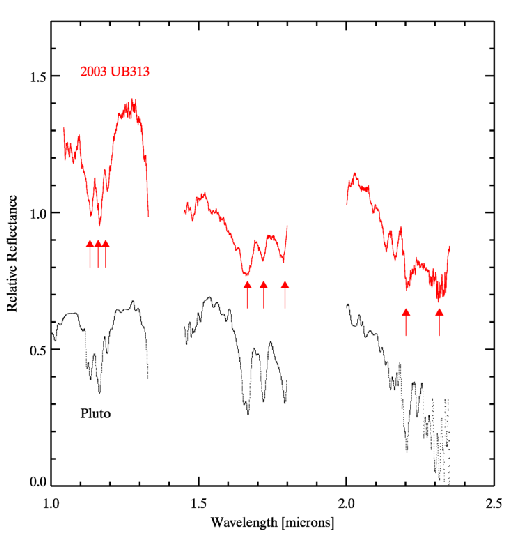
Quang phổ hồng ngoại của cả Eris và Sao Diêm Vương, làm nổi bật các vạch hấp thụ metan chung của chúng

Các vật thể phân tán, giống như các vật thể bên ngoài Sao Hải Vương khác, có mật độ thấp và được cấu tạo phần lớn từ các chất bay hơi đóng băng như nước và mêtan. Phân tích quang phổ của các vật thể vành đai Kuiper và vật thể phân tán được chọn đã cho thấy dấu hiệu của các hợp chất tương tự. Ví dụ, cả Sao Diêm Vương và Eris đều cho thấy các dấu hiệu của khí mêtan.
Ban đầu, các nhà thiên văn học cho rằng toàn bộ quần thể bên ngoài Sao Hải Vương sẽ có màu bề mặt đỏ tương tự nhau vì chúng được cho là có nguồn gốc từ cùng một vùng và chịu các quá trình vật lý giống nhau. Cụ thể, các vật thể bên ngoài Sao Hải Vương được cho là có một lượng lớn mêtan trên bề mặt, bị biến đổi về mặt hóa học thành các phân tử hữu cơ phức tạp nhờ năng lượng từ Mặt trời. Điều này sẽ hấp thụ ánh sáng xanh, tạo ra màu đỏ. Hầu hết các vật thể cổ điển hiển thị màu này, nhưng các vật thể phân tán thì không; thay vào đó, chúng có vẻ ngoài màu trắng hoặc hơi xám.
Một cách giải thích là sự tiếp xúc của các lớp dưới bề mặt trắng hơn do các tác động; một cách khác là khoảng cách lớn hơn của các vật thể phân tán so với Mặt trời tạo ra một gradient thành phần, tương tự như gradient thành phần của các hành tinh khổng lồ trên mặt đất và khí. Michael E. Brown, người phát hiện ra vật thể phân tán Eris, gợi ý rằng màu sắc nhạt hơn của nó có thể là do, ở khoảng cách hiện tại của nó so với Mặt Trời, bầu khí quyển mêtan của nó bị đóng băng trên toàn bộ bề mặt, tạo ra một lớp băng trắng sáng dày một inch. Sao Diêm Vương ngược lại thì gần Mặt Trời hơn nên sẽ ấm hơn khiến khí mêtan chỉ đóng băng tại các vùng có suất phản chiếu cao, lạnh hơn, còn vùng bao phủ bởi tholin có suất phản chiếu thấp thì hầu như không có băng.

## Sao chổi

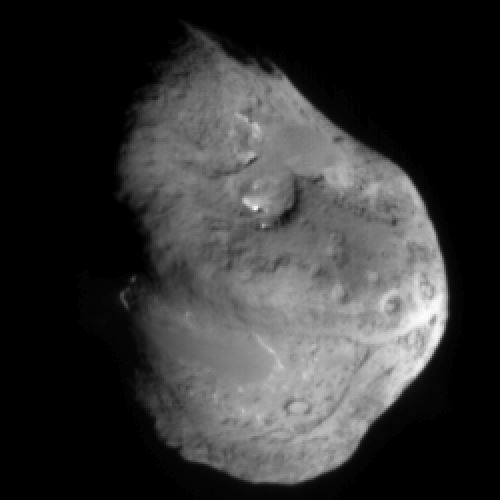
Tempel 1, một sao chổi họ sao Mộc

Ban đầu, vành đai Kuiper được cho là nguồn gốc của các sao chổi định kỳ của Hệ Mặt Trời. Tuy nhiên, các nghiên cứu về khu vực này kể từ năm 1992 đã chỉ ra rằng quỹ đạo bên trong vành đai Kuiper tương đối ổn định và sao chổi định kỳ bắt nguồn từ đĩa phân tán, nơi quỹ đạo thường kém ổn định hơn.
Sao chổi có thể được chia thành hai loại: chu kỳ ngắn và chu kỳ dài — loại sau được cho là bắt nguồn từ đám mây Oort. Hai loại sao chổi chu kỳ ngắn chính là sao chổi họ Sao Mộc và sao chổi kiểu Halley. Sao chổi kiểu Halley, được đặt tên theo nguyên mẫu của chúng, Sao chổi Halley, được cho là có nguồn gốc từ đám mây Oort nhưng đã bị lực hấp dẫn của các hành tinh khổng lồ hút vào trong Hệ Mặt Trời, trong khi các sao chổi họ Sao Mộc được cho là có nguồn gốc trong đĩa phân tán. Các centaur được cho là giai đoạn trung gian động giữa đĩa phân tán và sao chổi họ Sao Mộc.
Có nhiều điểm khác biệt giữa vật thể đĩa phân tán và sao chổi họ Sao Mộc, mặc dù nhiều sao chổi họ Sao Mộc có thể có nguồn gốc từ đĩa phân tán. Mặc dù các centaur có cùng màu đỏ hoặc màu trung tính với nhiều vật thể đĩa phân tán nhưng nhân của chúng có màu xanh hơn, cho thấy một sự khác biệt cơ bản về mặt hóa học hoặc vật lý. Một giả thuyết cho rằng hạt nhân sao chổi được tái tạo lại khi chúng tiếp cận Mặt Trời bởi các vật liệu dưới bề mặt, sau đó chôn vùi vật chất cũ hơn.